# The Dive From Clausen's Pier
The Dive From Clausen's Pier (El muelle Clausen en Hispanoamérica o Saliendo a flote en España) es una película estadounidense de drama del año 2005. Basada en un hecho real, es dirigida por Harry Winer y escrita por John Wierick. Fue lanzada el 22 de julio de 2005 en los Estados Unidos.

## Sinopsis
Carrie Beal (Michelle Trachtenberg) es una joven de 23 años que se compromete con su novio desde hace ocho años, Mike Meyer (Will Estes); pero estaba a punto de desistir debido a que su relación estaba desgastada. Inesperadamente, Mike sufre un grave accidente en el muelle de la pequeña localidad donde habitan, en Wisconsin. Dicho suceso lo deja postrado de por vida y Carrie deberá enfrentar su relación con Mike, con sus mejores amigos y la decisión de quedarse allí o crecer en Nueva York, donde conoce a "Kilroy" Fresser (Sean Maher) que también enfrenta un trágico pasado familiar.

## Reparto
- Michelle Trachtenberg es Carrie Beal.
- Sean Maher es Paul "Kilroy" Fresser.
- Will Estes es Mike Meyer.

## Locación
Basándose en un pequeño pueblo estadounidense de Wisconsin, el film fue rodado en la localidad canadiense de Halifax (Nueva Escocia). Una parte fue filmada en Nueva York.
- Datos: Q2065743